# Patogenezis
A patogenezis (pathos=fájdalom, genesis=fejlődés) olyan mechanizmus, melynek során egy etiológiai tényező betegséget okoz. A patogenezis a betegségek lefolyását, változásait, a gyógyulás folyamatát írja le.

## A patogenezis formái
- Gyulladás
- Tumor
- Nekrózis (necrosis), vagy szöveti bomlás

A legtöbb betegségben egy időben több patomechanizmus is zajlik. Például bizonyos tumor fajta az immunrendszer hibájából fakad, de ehhez egyéb defektusok is társulhatnak. Így egy betegség okait és a lefolyásának idejét, formáját nehéz leírni, hiszen szinte minden esetben több tényező is szerepet játszik benne. Ezek lehetnek szerzett hibák, genetikai defektusok, fertőzések.

### Az elváltozásoknak regresszív és progresszív patológiáját különböztetjük meg
Regresszív lehet:
- Nekrózis
- Zsírnekrózis (Zsírszövet elhalás)
- Dystrophia (elfajulás)
- Anyaglerakódás, felhalmozódás

Progresszív lehet:
- Atrophia
- Hypertrophia
- Hypotrophia
- Hyperplasia
- Hypoplasia
- Metaplasia
- Dysplasia